# Óscar Casas Sierra
Óscar Casas Sierra   (Barcelona, 21 de setembre de 1998) és un actor català.

## Biografia
És fill d'Heidi Sierra i Ramón Casas. És el quart dels cinc germans Casas, dels quals el seu germà Mario Casas és el gran.
Va començar en el món de la interpretació amb petites figuracions i anuncis comercials. Ha interpretat en diverses ocasions al personatge del seu germà de petit com en la pel·lícula Fuga de cerebros i a les sèries SMS i El barco.
El seu primer paper protagonista va ser a Abuela de verano (2005) com a Miguel i amb set anys va aparèixer en uns quants episodis de Los Serrano. Posteriorment aconseguí personatges a pel·lícules com 53 días de invierno, L'orfenat i Ángeles S.A., després de les quals aconseguí incorporar-se al repartiment de la sèrie Águila roja interpretant el paper de Gabi. Va deixar la sèrie per anar a estudiar a Irlanda i va interpretar a Iván, el protagonista de la pel·lícula El sueño de Iván.

## Treballs

### Cinema
Informació actualitzada per un bot. Els canvis manuals es perdran quan s'actualitzi!
| Any  | Títol                                              | Direcció                   | Dades a Wikidata              |
| ---- | -------------------------------------------------- | -------------------------- | ----------------------------- |
| 2007 | L'orfenat                                          | Juan Antonio Bayona        | Modifica les dades a Wikidata |
| 2007 | 53 dies d'hivern                                   | Judith Colell i Pallarès   | Modifica les dades a Wikidata |
| 2007 | Ángeles S.A.                                       | Eduard Bosch               | Modifica les dades a Wikidata |
| 2008 | No em demanis que et faci un petó perquè te'l faré | Albert Espinosa i Puig     | Modifica les dades a Wikidata |
| 2008 | Proyecto Dos                                       | Guillem Fernández Groizard | Modifica les dades a Wikidata |
| 2009 | Lobos                                              | Craig Macneill             | Modifica les dades a Wikidata |
| 2009 | Fuga de cerebros                                   | Fernando González Molina   | Modifica les dades a Wikidata |
| 2011 | El sueño de Iván                                   | Roberto Santiago           | Modifica les dades a Wikidata |
| 2012 | Carmina                                            | Miguel Albaladejo          | Modifica les dades a Wikidata |
| 2017 | Proyecto Tiempo. El juego                          | Isabel Coixet i Castillo   | Modifica les dades a Wikidata |
| 2017 | Si fueras tú, la película                          | Joaquín Llamas             | Modifica les dades a Wikidata |
| 2018 | Til vi falder                                      | Samanou Acheche Sahlstrøm  | Modifica les dades a Wikidata |
| 2019 | Los Rodríguez y el más allá                        | Paco Arango                | Modifica les dades a Wikidata |
| 2021 | Xtremo                                             | Daniel Benmayor            | Modifica les dades a Wikidata |
| 2021 | Granada Nights                                     | Abid Khan                  | Modifica les dades a Wikidata |
| 2022 | HollyBlood                                         | Jesús Font i Urgell        | Modifica les dades a Wikidata |
| 2023 | Caged Wings                                        | Mario Casas Sierra         | Modifica les dades a Wikidata |
|      | Last Wishes                                        |                            | Modifica les dades a Wikidata |

### Televisió
Informació actualitzada per un bot. Els canvis manuals es perdran quan s'actualitzi!
| Any       | Títol                                 | Direcció                                                                           | Dades a Wikidata              |
| --------- | ------------------------------------- | ---------------------------------------------------------------------------------- | ----------------------------- |
| 2006–2007 | Los Serrano                           | Begoña Álvarez Rojas                                                               | Modifica les dades a Wikidata |
| 2009–2016 | Águila roja                           |                                                                                    | Modifica les dades a Wikidata |
| 2006–2006 | SMS, sin miedo a soñar                |                                                                                    | Modifica les dades a Wikidata |
| 2007–2007 | Gominolas                             | Nacho G. Velilla Marc Vigil Koldo Serra de la Torre                                | Modifica les dades a Wikidata |
| 2005–2005 | Abuela de verano                      | Enric Folch Soler Yolanda García Serrano Joaquim Oristrell i Ventura Mar Targarona | Modifica les dades a Wikidata |
| 2006–2008 | Planta 25                             | José Luis Moreno                                                                   | Modifica les dades a Wikidata |
| 2008–2008 | Fuera de lugar                        |                                                                                    | Modifica les dades a Wikidata |
| 2008–2008 | Serrallonga, la llegenda del bandoler | Esteve Rovira i Illa                                                               | Modifica les dades a Wikidata |
| 2017–2017 | O final do camiño                     | Miguel Alcantud Miguel Conde Óscar Pedraza                                         | Modifica les dades a Wikidata |
| 2017–2017 | Si fueras tú                          | Joaquín Llamas                                                                     | Modifica les dades a Wikidata |
| 2020–2021 | Hanna                                 | Sarah Adina Smith                                                                  | Modifica les dades a Wikidata |
| 2020–2020 | Siempre bruja                         | Liliana Bocanegra Mateo Stivelberg                                                 | Modifica les dades a Wikidata |
| 2019–2019 | Instinto                              | Roger Gual                                                                         | Modifica les dades a Wikidata |
| 2021–     | Jaguar                                | Carlos Sedes                                                                       | Modifica les dades a Wikidata |
| 2023–2023 | Headless Chickens                     | Secundino de la Rosa Márquez                                                       | Modifica les dades a Wikidata |